# Distrito de Cuenca (Huancavelica)
El distrito de Cuenca es uno de los diecinueve que conforman la provincia de Huancavelica, ubicada en el departamento homónimo en los Andes centrales del Perú.  Limita por el Norte con los distritos de Pilchaca y Moya; por el sur con los distritos de Izcuchaca y Conayca; por el este con el Río Mantaro; y, por el oeste con el distrito de Conayca.
Desde el punto de vista jerárquico de la Iglesia católica, forma parte de la Diócesis de Huancavelica.

## Historia
La historia del pueblo de Cuenca se remonta a la época preinca. Entre los años 1200 y 1440 de nuestra era, el territorio de Cuenca y el de los distritos vecinos ubicados en la parte norte de la provincia de Huancavelica, estuvo ocupado por una numerosa población nativa integrante del curacazgo de los Asto, conformado por varios cientos de ayllus gobernados por un curaca y que vivían en pequeños pueblos que ahora se conocen como los pueblos de los "gentiles". Estos eran aproximadamente 15 mil habitantes, distribuidos en más de 20 poblados en lo que son ahora los distritos de Huando, Conaica, Cuenca, Pilchaca, Moya, Vilca y Manta.
Por los años 1440 los Asto al igual que muchos curacazgos de la región, fueron sometidos al dominio de los Incas y, como tales, pasaron a formar parte del Imperio del Tahuantinsuyo. Éste fue el inicio, para los Asto, de la pérdida de su relativa autonomía y su incorporación a sucesivas relaciones de dependencia frente a sistemas de gobierno externos. Un grupo de Miqmat incaicos fue establecido en el lugar denominado "Punkuchi", en la jurisdicción de Cuenca, de donde vigilaban y defendían el acceso del puente de "Aguas Calientes". La ocupación Inca de los Asto, por tanto no tuvo carácter destructivo ni violento. Se ganó la obediencia de la población nativa; pero bajo condiciones de respeto a sus formas locales de organización y al estilo de autoridad del curaca local, sus ritos religiosos y su dialecto: el quechua.
La llegada de los españoles constituyó para los Asto una verdadera catástrofe que dio comienzo a la desaparición de los antiguos centros poblados y la extinción de gran parte de su población. Con los españoles, Cuenca y Moya pasaron a ser gobernados por Hernando Villalobos o don Amador de Cabrera. En un primer momento la ciudad es llamada Guanaco, pero con el tiempo el nombre del pueblo fue cambiado por el de Cuenca en honor a la ciudad española de Cuenca, lugar de donde era natural Don Amador de Cabrera y avocándose a Nuestra Señora de Concepción, santa de su devoción.
El poblado de Cuenca fue fundado el 4 de agosto de 1570 por el virrey Francisco Álvarez de Toledo, recibió el nombre de Villarrica de Oropesa.
El distrito fue creado mediante Ley N° 229 del 16 de agosto de 1920, en el gobierno del Presidente Augusto Leguía.

## Capital
Cuenca es una localidad peruana, en la Provincia de Huancavelica, situada a 3 167 m de altitud, en la falda norte del cerro Huamanrazo (5 278 m). El río Huancavelica recorre el término municipal antes de unirse al Mantaro. Coordenadas longitud oeste: 75° 02'11 (O) latitud sur: 12° 25' 51 10" (S). GUANACO, nombre inicial del pueblo fue cambiado por el nombre de "Cuenca" en honor a la ciudad de Cuenca-España, lugar de donde era natural Don Amador de Cabrera y advocándose a Nuestra Señora de Concepción, de su devoción.

## Características generales

### Creación política
Por Ley Regional Nro. 229 promulgada el día 16 de agosto de 1920 se crea el distrito de Cuenca. Era por entonces Presidente de la República Don Augusto B. Leguía y Ministro de Gobierno Dr. Germán Leguía y Martínez.

### Ubicación geográfica
El distrito de Cuenca se encuentra ubicado al noroeste de departamento de Huancavelica a una distancia de 35 km de la capital departamental, con una población de 2226 habitantes en la misma ciudad, según el último censo.
Se localiza en las siguientes coordenadas:
- Longitud oeste: 75° 02'11
- Latitud sur: 12° 25' 51
- Altitud: 3090 m s. n. m.

### Límites
El distrito de Cuenca limita:
- Por el norte con el distrito de Pilchaca y Moya.
- Por el este con Río Mantaro.
- Por el sur con el distrito de Izcuchaca y Conaica.
- Por el oeste con el distrito de Conaica.

### Recursos hídricos
El distrito de Cuenca cuenta con un gran número de pequeños manantiales sin mencionar al río Mantaro, y entre las más importantes tenemos a Aguas Calientes, Soccos Puquio, Millpo, Ayhuinccocha y Pachccaico. Existen recursos hídricos que pueden ser utilizados para el riego de tierras que beneficiarían a la agricultura. Para ello es necesario el estudio de un proyecto específico.

### Clima
El distrito de Cuenca presenta un clima seco-frío en la mayor parte del año. La temperatura promedio varia de acuerdo a la altitud, ubicándose por lo general entre 5 °C en zonas altas como Yarccapampa hasta 25 °C en Aguas Calientes, aunque esto último depende de las estación (llámese primavera, verano, otoño o invierno).

### Articulación vial
El principal medio de comunicación con que cuenta el distrito es la vía férrea Huancayo- Huancavelica. Además de este medio que por décadas fue el principal contacto de los cuenquinos con el resto de la región, muy recientemente se ha inaugurado un puente que conecta directamente a la localidad con la Carretera Interprovincial Huancayo-Huancavelica-Ayacucho (Carretera Central), ubicado en el margen izquierdo del río Mantaro. Además también existe una carretera recientemente asfaltada Izcuchaca - Cuenca, y trochas carrozables hacia los anexos. El resto de la red vial está conformada por caminos de herradura, uniendo a todos los centros poblados y pueblos vecinos.

## Economía
Posee agricultura fría con cereales y papas (patatas), y una importante cabaña ganadera. Tiene industrias lácteas, de cueros y pieles, de harinas y aguardientes. Su nombre se vincula a las minas de cinabrio, cuyo mercurio de gran ley se extrajo al propio tiempo que la plata potosina era explotada en la época colonial. El mercurio o azogue era el insumo principal para refinar la plata con la técnica de la amalgama y gracias a éste se dio el éxito de la industria argentífera virreinal.

## Autoridades

### Municipales
- 2011 - 2014[3]
  - Alcalde: Fortunato Paulo Común Huaroc, Movimiento independiente Trabajando Para Todos (TPT).
  - Regidores:  Celedonia Bacilia Rafaele Arroyo (TPT), Jesús Soto Román (TPT), Hilda Rojas Alanya (TPT), Riguberto Wilber Poccomo Ramos (Ayni), Juan Victor Matos Gomez ( Movimiento independiente de Campesinos y Profesionales).[4]
- 2009 - 2010
  - Alcalde: Valeriano Santiago Común (teniente alcalde, asumió al fallecer el alcalde[5])
- 2007 - 2009
  - Alcalde: Hugo Barra Huarocc, Proyecto Integracionista de Comunidades Organizadas (PICO).

### Policiales
- Comisario:  PNP.

### Religiosas
- Diócesis de Huancavelica[6]
  - Obispo de Huancavelica: Monseñor Isidro Barrio Barrio.[7]
- Parroquia
  - Párroco: Pbro.  .

## Gastronomía
Suele ser variado destacando los siguientes platos:
- Trigo sacoto (guiso de trigo).
- Empanada de trigo.
- Patachi (sopa de trigo).
- Sara api (mazamorra de maíz).
- Sihuayro (sopa de habas, maíz y arveja).
- Calabaza asada.
- Chicha de molle.
- Chicha de jora.
- Chicha de cabuya.

## Festividades
- Fiesta de Año Nuevo: 1 de enero.
- Fiesta Patronal de la Virgen de la Candelaria: 2 de febrero.
- Carnaval Cuenquino: febrero - marzo.
- Aniversario Patrio: 28 de abril.
- Fiesta de las Cruces: 3 de mayo.
- Santiago y Fiestas Patrias: 25-28 de julio.
- Aniversario del distrito: 16 de agosto.
- Fiesta patronal de San Francisco de Asís: 4 de octubre.
- Gran festividad costumbrista de Todos los Santos: 1 de noviembre.
- Natividad del niño Jesús, bailes de los Machocc: 25 de diciembre.

## Aguas Calientes

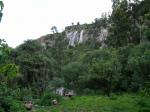
Aguas Calientes.

Aguas Calientes es un anexo de Cuenca. Es el lugar más turístico de este distrito. Posee gran cantidad de flora.